# Brachystelma
Brachystelma es un género con cerca de 53 especies de plantas de la familia Apocynaceae. Nativo de África, Oceanía y sudeste de Asia.

## Descripción
Son plantas herbáceas perennes que alcanza los 50 cm de altura. Tiene raíz subglobosa. Hojas opuestas, sésiles o subsésiles. Las inflorescencias en umbelas o racimos. Tiene un número de cromosomas de: 2n= 22 (B. buchananii N.E. Br., B. burchellii (Decne). Peckover, B. meyerianum Schltr.). 

## Taxonomía
El género fue descrito por Robert Brown y publicado en Botanical Magazine 49: , t. 2343. 1822.

## Especies seleccionadas
- Brachystelma albipilosum
- Brachystelma alpinum
- Brachystelma angustum
- Brachystelma arenarium
- Brachystelma arnottii

## Sinónimos
| - Aulostephanus Schltr. - Blepharanthera Schltr. - Brachystelmaria Schltr. - Craterostemma K.Schum. - Decaceras Harv. - Dichaelia Harv. - Eriopetalum Wight | - Kinepetalum Schltr. - Lasiostelma Benth. - Macropetalum Burch. ex Decne. - Micraster <small">Harv. - Microstemma R.Br. - Siphonostelma Schltr. - Tapeinostelma Schltr. - Tenaris E.Mey.. |